# Amboile
Amboile est l'ancien nom d'Ormesson-sur-Marne (Val-de-Marne), tombé progressivement en désuétude après l'acquisition par mariage de sa seigneurie par la famille Lefèvre d'Ormesson qui a donné son nom à la localité et au domaine.

## D'Amboile à Ormesson
En 1604, André Lefèvre d'Ormesson épouse Anne Le Prévost, qui lui apporte en dot la terre d'Amboile. La famille Lefèvre d'Ormesson a acquis en 1554 la seigneurie d'Ormesson, située dans l'actuelle commune d'Epinay-sur-Seine. On voit cet endroit sur la carte de Cassini de Paris, entre Epinay et Saint-Gratien. Le château d'Ormesson est peu à peu abandonné par la famille, qui s'installe dans le château d'Amboile.

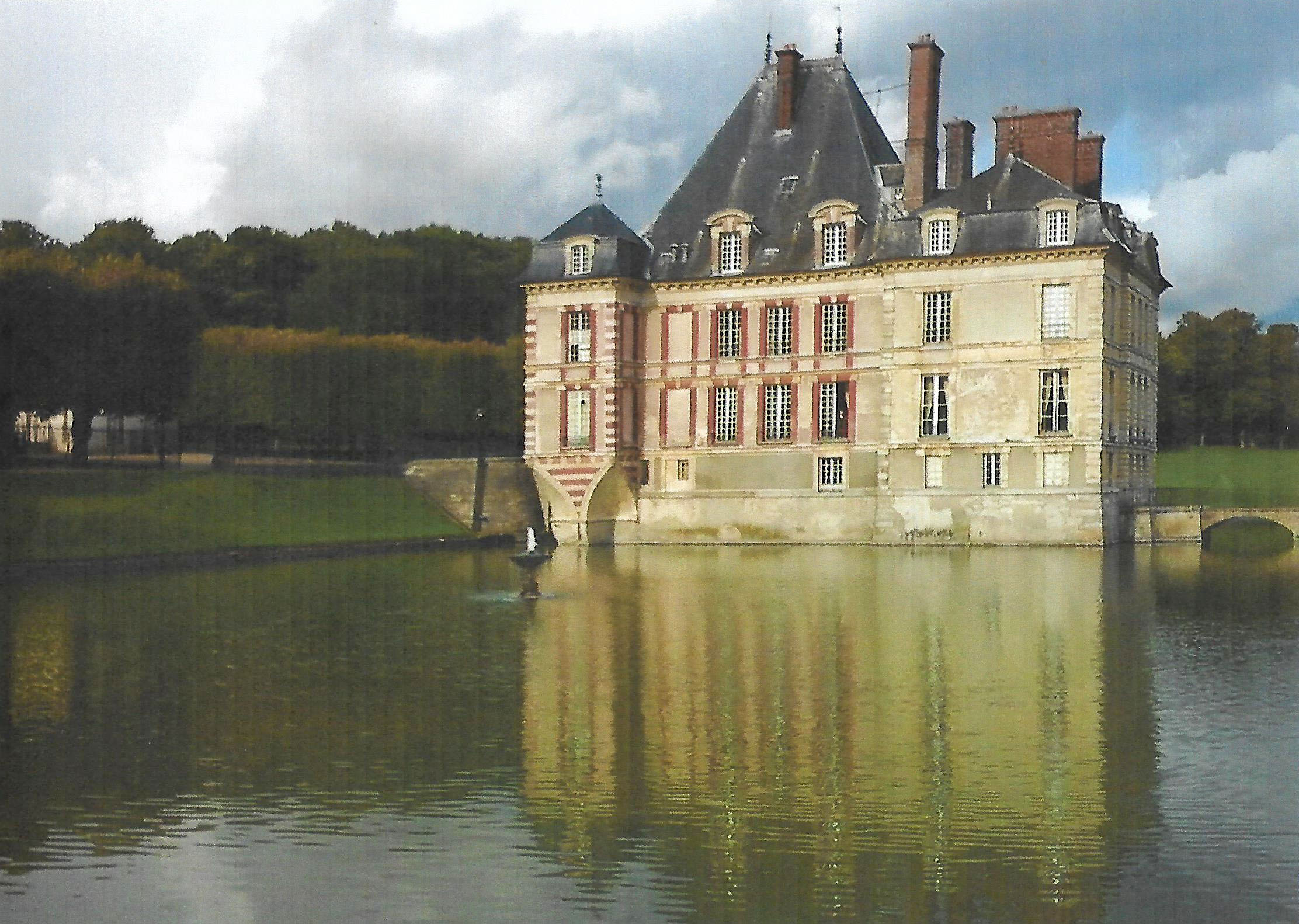
Château de la famille d'Ormesson à Ormesson-sur-Marne

En 1706-1707, Henri François de Paule d'Ormesson agrandit son domaine foncier à Amboile en achetant la moitié de la baronnie de La Queue-en-Brie et la seigneurie de Noiseau, voisines d'Amboile. Cela lui permet de posséder 800 hectares.
En 1758, ces seigneuries réunies constituent, avec Chennevières-sur-Marne, le noyau du marquisat érigé pour son fils, Marie François Lefèvre d'Ormesson (1710-1775), intendant des finances, sous le nom de marquisat d'Ormesson, dont Amboile prendra le nom.

## Le moulin d'Amboile
Moulin à eau banal sur la rive droite du Morbras, affluent de la Marne, acheté en 1492 par Denis de Bidault. Appartient aux seigneurs d'Amboile puis d'Ormesson jusqu'à la Révolution. Il est en partie détruit par la guerre de 1870. En 1885, une société belge y installe une fabrique de cartouches de tir. En 1892, il tombe en ruine.

## Centre commercial
Un centre commercial de Chennevières-sur-Marne a repris le nom du moulin d'Amboile.
Amboile Services est le nom de la société leader en France sur le marché de l'hygiène antiparasitaire, en référence au moulin d'Amboile.

## Voirie
La rue d'Amboile partagée entre Ormesson-sur-Marne et Chennevières-sur-Marne sépare les deux communes. Il existe aussi une rue du Moulin d'Amboile à Sucy-en-Brie.